# Узкое
Узкое е усадба в район Ясенево, Югозападен административен окръг на град Москва, Русия. Обкръжена е от столичния Битцевски парк.

## История
Парцелът земя е купен от Максѝм Стрешньо̀в – първи братовчед на царицата Евдокия Стрешньова, в края на 1620-те години. Той построява усадбата до 1641 г. От негов наследник я откупува техният роднина Тихо̀н Стрешньов през 1692 г. Той поръчва уникалната за Русия църква с 5 кули-куполи (с камбанария на входния купол), чийто първи вариант е завършен през 1697 г.
Собствеността върху усадбата преминава през няколко дворянски рода: князете Голѝцини, графовете То̀лсти (на български са познати писателите от рода Лев Толстой, Алексей К. Толстой, Алексей Н. Толстой), князете Трубѐцки. Там умира руският философ Владимир Соловьов (1853-1900).
След Октомврийската революция от 1917 г. усадбата е национализирана и през 1922 г. е предадена на Централната комисия по подобряване на бита на учените, а през 1937 г. – на Академията на науките на СССР.

## Комплекс
В комплекса на усадбата в миналото влизат:
- основно (жилищно) здание,
- Храм на казанската икона на Богородица
- стопански постройки,
- терасиран парк с езера.

Днес основното здание на усадбата (без храма) се използва за санаториум на Руската академия на науките.
Храмът на казанската икона на Богородица (на руски: Храм Казанской иконы Божией Матери) не се използва от 1930 г. Иконостасите от 17 век са унищожени. След Втората световна война е използван за книгохранилище. Върнат е на Руската православна църква през 1990 г., осветен е през 1992 г.
|  | Тази страница частично или изцяло представлява превод на страницата „Узкое“ в Уикипедия на руски. Оригиналният текст, както и този превод, са защитени от Лиценза „Криейтив Комънс – Признание – Споделяне на споделеното“, а за съдържание, създадено преди юни 2009 година – от Лиценза за свободна документация на ГНУ. Прегледайте историята на редакциите на оригиналната страница, както и на преводната страница, за да видите списъка на съавторите. ВАЖНО: Този шаблон се отнася единствено до авторските права върху съдържанието на статията. Добавянето му не отменя изискването да се посочват конкретни източници на твърденията, които да бъдат благонадеждни. |